# Gérard Delbeke
Gérard Delbeke (1 de setembro de 1903 — 22 de outubro de 1977) foi um futebolista belga que competiu na Copa do Mundo FIFA de 1930.